# ヨヒンバン
ヨヒンバン(Yohimban)は、インドジャボク属やパウシニスタリア属の植物に含まれるヨヒンビン、ラウオルシン、コリナンチン、アジマリシン、レセルピン、デセルピジン、レシンナミンやその他の様々なアルカロイドの骨格となっている化合物である。